# Циммерман, Дан
Даниэль Ганс Эрвин Циммерман (нем. Daniel Hans Erwin Zimmermann; родился 30 октября 1966, Нюрнберг) — немецкий рок-музыкант, бывший ударник групп Gamma Ray и Freedom Call.
С 1997 по 2012 год Циммерман был наиболее известен как ударник немецких пауэр-метал групп Gamma Ray и Freedom Call. Он является одним из основателей Freedom Call, из которого ушёл в 2010 году. 
В 2012 году музыкант объявил об уходе из Gamma Ray, а также из музыкального шоу-бизнеса в целом.

## Дискография

### Gamma Ray
- Valley of the Kings (1997)
- Somewhere Out In Space (1997)
- The Karaoke Album (1997) — Karaoke Compilation album
- Power Plant (1999)
- Blast from the Past (2000) — «Best of» Compilation album
- No World Order (2001)
- Skeletons in the Closet (2003)
- Majestic (2005)
- Land of the Free II (2007)
- Hell Yeah! The Awesome Foursome (2008)
- To The Metal (2010)
- Skeletons & Majesties (2011)
- Skeletons & Majesties Live (2012)

### Freedom Call
- Stairway To Fairyland (1999)
- Taragon (1999)
- Crystal Empire (2001)
- Eternity (2002)
- Live Invasion (2004)
- The Circle of Life (2005)
- Dimensions (2007)
- Legend of the Shadowking (2010)
- Ages of Light 1998-2013 (2013)

### Lanzer
- Under A Different Sun (1995)

### Hirsch und Palatzky
- Saitenfeuer (1997)

### Lenny Wolf
- Lenny Wolf (1999)

### Iron Savior
- Coming Home (1998)
- Unification (1999)